# 亚尔丹哈佐
亚尔丹哈佐，是匈牙利包尔绍德-奥包乌伊-曾普伦州所辖的一个村。总面积11.25平方公里，总人口1832，人口密度162.8人/平方公里（2011年1月1日）。